# Fuerza Antisecuestros
La Fiscalía Especial de Investigación para la Atención del Delito de Secuestro, igualmente denominada como Fuerza Antisecuestro (FAS), es una unidad de operaciones especiales de la Procuraduría General de Justicia del Distrito Federal en México. Está conformada por elementos de la policía de investigación apoyados por el Grupo Especial de Reacción e Intervención y cuentan con el adiestramiento necesario para llevar a cabo operaciones especiales de rescate e incursión antisecuestros / extorsiones. Asimismo tiene la autorización para desplazarse a cualquier punto del país para asegurar la adecuada investigación y ejecución de sus actividades. El titular de la fiscalía es Guillermo Terán Pulido (2014).

## Historia
La unidad surge dentro del Acuerdo Nacional por la Seguridad, la Justicia y la Legalidad (2008), firmado por las principales autoridades del país. Todos los integrantes del cuerpo antisecuestros han sido evaluados por diversos organismo federales como el Centro de Investigación y Seguridad Nacional – CISEN, la Procuraduría General de la República - PGR y la Policía Federal Preventiva.
La unidad cuenta con 87 elementos operativos (2009), más el personal ministerial y comandantes, aunque se espera que aumente esta cifra al certificarse a más elementos.  Asimismo la reestructura de la Fiscalía para la Seguridad de las Personas y la creación de esta unidad se espera que tenga un costo aproximado de 50 millones de pesos.
La FAS contará con una nueva unidad de operaciones de alto riesgo (2014), instruidos por la unidad SWAT de Connecticut, Estados Unidos. Esto mediante la instrucción de agentes del GERI.

## Organización
Se organiza en cuatro áreas de trabajo, siendo una unidad eficiente y con capacidad de investigación y ejecución de operaciones.
- Negociación
- Investigación de campo
- Inteligencia
- Intervención operativa

## Estadísticas
- 2014. Plagios denunciados: 9 (marzo[6])
- 2013. Plagios denunciados: 60
- 2012. Plagios denunciados: 65
- 2011. Plagios denunciados: 55
- 2010. Plagios denunciados: 60